# Cardamine trifoliolata
Cardamine trifoliolata är en korsblommig växtart som beskrevs av Joseph Dalton Hooker och Thomas Thomson. Cardamine trifoliolata ingår i släktet bräsmor, och familjen korsblommiga växter. Inga underarter finns listade i Catalogue of Life.